# Río Masegar
El río Masegar es un curso de agua del interior de la península ibérica, afluente del río Guadiela por la izquierda. Discurre por la provincia española de Cuenca.

## Curso
Discurre por la provincia de Cuenca. El río, que tiene su origen en los alrededores de El Tobar, en las lagunas homónimas, fluye en dirección oeste y, tras pasar cerca de Beteta, termina desembocando en el Guadiela.
Aparece descrito en el undécimo volumen del Diccionario geográfico-estadístico-histórico de España y sus posesiones de Ultramar de Pascual Madoz con las siguientes palabras:

MASEGAR: r. pequeño en la prov. de Cuenca, part. jud. de Priego, nace en el térm. y lagunas del Tovar á un 1/4 leg. de este l., corre de E. á O. y pasando por Beteta entra en el Guadiela á 1/4 de leg. de dicha v. Cerca de el Tovar da movimiento á 1 molino harinero, riega 20 fan. de tierra y podria regarse desde su nacimiento hasta su incorporacion al citado r. todo el terreno que cruza, produce algunos peces y bastantes truchas.
(Madoz, 1848, p. 282)

Las aguas del río, perteneciente a la cuenca hidrográfica del Tajo, acaban vertidas en el océano Atlántico.